# Amphiophiura radiata
Amphiophiura radiata är en ormstjärneart som först beskrevs av George Richard Lyman 1877.  Amphiophiura radiata ingår i släktet Amphiophiura och familjen fransormstjärnor. Inga underarter finns listade i Catalogue of Life.